# Hōjō Yoshitoki
Hōjō Yoshitoki est un nom japonais traditionnel ; le nom de famille (ou le nom d'école), Hōjō, précède donc le prénom (ou le nom d'artiste).
Hōjō Yoshitoki (北条 義時), (1163 – 1er juillet 1224) est le deuxième shikken (régent) du shogunat de Kamakura et chef (Tokusō) du clan Hōjō. Fils ainé de Hōjō Tokimasa et de sa femme Hōjō no Maki, il est shikken de l'abdication de son père Tokimasa en 1205 jusqu'à sa mort en 1224.

## Jeunesse (1163–1183)
Né en 1163, Hōjō Yoshitoki est le fils ainé de Hōjō Tokimasa et de sa femme Hōjō no Maki. À sa naissance il a une sœur ainée, Hōjō Masako. Quelques années plus tard il a un frère, Hōjō Tokifusa, et une sœur dont le nom ne nous est pas parvenu, et leurs dates de naissance à tous deux sont inconnues. Le clan Hōjō contrôle à cette époque Izu, et Yoshitoki, étant membre du clan Hōjō, est aussi un descendant du clan Taira et de la famille impériale. 
À cette époque, les Taira, dirigés par Taira no Kiyomori, ont consolidé leur pouvoir à Kyoto, la capitale, et expulsé leurs rivaux du clan Minamoto. Minamoto no Yoshitomo, le chef du clan, est exécuté tandis que ses fils qui ont été épargnés sont exilés ou forcés d'entrer au monastère. L'empereur cloîtré, Go-Shirakawa, ainsi que son fils, l'empereur fantoche Nijō, sont également à Kyoto. Minamoto no Yoritomo, l'héritier de Yoshitomo, est exilé à  Izu où se trouvent les domaines Hōjō. Ses autres frères, Minamoto no Yoshitsune et Minamoto no Noriyori sont contraints de résider dans des monastères près de Kyoto).
Dès sa naissance, il est prévu que Yoshitoki succède à son père à la tête du clan Hōjō à Izu. Il entretient de très fortes relations avec ses frères et sœurs, particulièrement avec sa sœur Masako qui a un caractère très masculin et qui préfère dîner avec les hommes (dont son père, Tokimasa, et ses frères, Yoshitoki et Tokifusa) plutôt qu'avec sa sœur et sa mère.
En 1179, Masako, la sœur de Yoshitoki, tombe amoureuse du jeune Minamoto en exil, Minamoto no Yoritomo, et ils se marient. Le mariage est pleinement supporté par le jeune héritier qu'est Yoshitoki. En 1180, Masako et Yoritomo ont une fille, Ō-Hime, qui est très proche de son oncle maternel, Yoshitoko. Cette même année, Mochihito, un des fils de Go-Shirakawa, se lasse de la domination des Taira et croit avoir été écarté du trône pour que son jeune neveu, l'empereur Antoku, qui est à moitié Taira, puisse être couronné. Mécontent, Mochihito fait appel aux chefs Minamoto de tout le Japon afin que soient renversés les Taira. 
Yoritomo répond rapidement et Yoshitoki, Masako, Tokimasa et tout le clan Hōjō le soutiennent. Ses demi-frères, Yoshitsune et Noriyori se joignent à lui. Yoritomo créé une base à l'est d'Izu à Kamakura, dans la  province de Sagami. La guerre de Genpei vient de commencer et Yoshitoki reçoit de son père l'ordre d'aider Yoritomo de quelque façon qu'il le peut. L'année suivante, en 1181, Taira no Kiyomori meurt et son fils Taira no Munemori lui succède. 
En 1182, Yoshitoki, âgé de dix-neuf ans, se marie en pleine guerre avec une femme qui est restée inconnue. On sait qu'ils ont leur premier enfant en 1183, Hōjō Yasutoki, qui deviendra l'héritier des Hōjō à la mort de son père. L'année précédente, Yoritomo et Masako ont un fils, qui sera l'héritier des Minamoto, Minamoto no Yoriie. En 1183, Minamoto no Yoshinaka, le cousin et rival de Yoritomo, entre dans Kyoto et en expulse les Heike (et le jeune empereur Antoku). Yoshinaka est alors chassé de Kyoto par Yoshitsune au nom de Yoritomo. Les Minamoto intronisent rapidement l'empereur Go-Toba.

## Ascension vers le pouvoir (1185–1205)
La guerre de Genpei se termine en 1185 quand les Minamoto défont les Taira à la bataille de Dan-no-ura et que la plupart des chefs Taira sont exécutés ou se suicident (dont l'empereur Antoku qui se noie). Les Minamoto contrôlent à présent le Japon et installent leur base à Kamakura. Cela met également les Hōjō dans une très puissante position. Hōjō Tokimasa reçoit cette année de l'empereur cloîtré Go-Shirakawa ses premières nominations de jitō et de shugo.
En 1192, l'empereur cloîtré Go-Shirakawa (qui meurt plus tard cette même année) octroie à Yoritomo le titre de shogun. Toujours cette même année, Masako et Yoritomo ont un autre fils, Minamoto no Sanetomo. Yoshitoki est aussi installé maintenant dans une très puissante position, particulièrement après la mort de Yoritomo en 1199. Masako se fait nonne mais est toujours politiquement active tandis que Yoshitoko se prépare à être héritier.
Hōjō Tokimasa devient régent pour le shogun Yoriie, le fils de Yoritomo à qui déplaisent les Hōjō et qui préfère la famille de son beau-père, le clan Hiki dirigé par Hiki Yoshikazu. Yoshitoki, Masako et Tokimasa président un conseil de régents en 1200 pour aider Yoriie à diriger le pays mais Yoriie ne fait pas confiance aux Hōjō et en 1203 complote avec Yoshikazu pour faire assassiner Hōjō Tokimasa. Yoshitoki l'ignore mais Masako en est informée et avertit son père. Tokimasa fait exécuter Yoshikazu en 1203. Au cours du massacre, Minamoto no Ichiman, fils et héritier de Yoriie et âgé de six ans, est aussi exécuté. Privé de soutiens, Yoriie abdique en 1203 et s'en va vivre à Izu, puis est exécuté en 1204 sur l'ordre de Tokimasa. Ni Masako ni Yoshitoki ne s'y attendaient.
Plus tard, Minamoto no Sanetomo, deuxième fils de Yoritomo, devient shogun. Tokimasa dirige à sa place en tant que régent mais il s'allie aux Hōjō et Tokimasa complote pour le faire assassiner. Durant cette période, un certain Hatakeyama Shigetada, beau-frère de Yoshitoki qui a épousé sa sœur (pas Masako), est exécuté par les hommes de Tokimasa sur de fausses accusations de trahison. Yoshitoki qui en était proche commence à perdre confiance en son père. Quand s'échafaudent des plans visant à faire exécuter aussi Sanetomo, Masako et Yoshitoki ordonnent à leur père d'abdiquer en le menaçant de se rebeller. Tokimasa se rase la tête, devient moine et se retire dans un monastère à Kamakura pour y mourir en 1215.
Hōjō Yoshitoki succède ainsi à Tokimasa en tant que shikken (régent).

## Régence et mort (1205–1224)
La régence de Yoshitoki est très calme et sans événements notables jusqu'aux dernières années. Il est assisté de sa sœur, la « nonne shogun » Masako. En 1218, le régent Yoshitoki envoie Masako à Kyoto pour demander à l'empereur à présent cloîtré Go-Toba si l'un de ses fils, le prince Nagahito, peut devenir l'héritier du shogun Sanetomo puisque celui-ci n'a pas d'enfants. Elle est éconduite.
En 1219, le shogun Sanetomo est assassiné par son neveu, fils du défunt Yoriie, qui est lui-même assassiné par la suite. Ainsi s'éteint la lignée Minamoto. Cette même année, le shikken Yoshitoki choisit Kujō Yoritsune, une lointaine relation familiale Minamoto, du clan  Kujō et donc aussi un Fujiwara. Il devient le nouveau shogun mais Yoshitoko conserve sa position de régent. 
En 1221 survient la révolte de Jōkyū. L'empereur cloîtré Go-Toba, déçu par les Hōjō, déclare hors la loi le régent Yoshitoki et veut le faire exécuter. Kyoto est à présent en rébellion ouverte aussi Yoshitoki ordonne-t-il à ses troupes d'attaquer la ville ce qui est fait en cette année 1221. Masako a aidé à dévoiler le complot. Go-Toba est exilé aux îles Oki et Hōjō Yasutoki, le fils de Yoshitoki, s'empare de la capitale. 
Mais en 1224, Hōjō Yoshitoki meurt soudainement de maladies à l'âge de soixante et un ans. Hōjō Yasutoki, son fils et héritier lui succède au titre de troisième shikken pour le shogun Yoritsune. Sa sœur Masako lui survit un an avant de mourir à l'âge de 69 ans.

## Source de la traduction
- (en) Cet article est partiellement ou en totalité issu de l’article de Wikipédia en anglais intitulé « Hōjō Yoshitoki » (voir la liste des auteurs).